# 伊塔茨基
伊塔茨基（羅馬化：Itatskiy）是俄罗斯克麦罗沃州的市级镇，属佳任斯基区，位于鄂毕河流域内丘雷姆河支流伊塔特卡河（Итатка）畔，地处克麦罗沃州东北部，在区行政中心佳任斯基东偏南、州府克麦罗沃东北方。
该地2021年人口有2,962人；2010年人口3,726；2002年人口4,343；1989年人口5,121。